# Condado de Sequatchie
O Condado de Sequatchie é um dos 95 condados do Estado americano do Tennessee. A sede do condado é Dunlap, e sua maior cidade é Dunlap. O condado possui uma área de 689 km² (dos quais 0 km² estão cobertos por água), uma população de 11 370 habitantes, e uma densidade populacional de 17 hab/km² (segundo o censo nacional de 2000). O condado foi fundado em 1857, e oficialmente organizado em 1858.